# Cyrille Pouget
Cyrille Pouget (* 6. Dezember 1972 in Metz) ist ein ehemaliger französischer Fußballspieler. Er war Stürmer und spielte in seinem Heimatland Frankreich, in der Schweiz sowie in Luxemburg.

## Laufbahn
Cyrille Pouget wurde 1972 in Metz geboren. Er spielte in der Jugend beim dortigen FC Metz, bei dem er 1992 seine Profikarriere begann. Im Februar 1994 gab er sein Debüt in der Division 1.
Bis 1996 spielte Pouget bei Metz, mit denen er 1996 den Coupe de la Ligue gewann, und bestritt dabei 68 Ligaspiele. Von Januar bis März 1996 spielte er auch seine einzigen drei Partien in der französischen Nationalmannschaft. Es folgten ab Sommer 1996 ein halbes Jahr beim Schweizer Erstligisten Servette FC Genève und ein weiteres halbes Jahr bei Paris Saint-Germain, mit denen Pouqet im Sommer 1997 den Europapokal der Pokalsieger gewann. Im Oktober 1997 wurde er bei einer Dopingkontrolle positiv auf Nandrolon getestet und für sechs Monate gesperrt.
In den folgenden Jahren spielte Pouget noch für ein halbes Dutzend Vereine, darunter Olympique Marseille und ein zweites Mal für den FC Metz, ohne an vorherige Erfolge anschließen zu können. Von 2003 bis 2006 ließ er seine Karriere beim luxemburgischen Verein Jeunesse Esch ausklingen. 2004 holte er mit Jeunesse den luxemburgischen Meistertitel.

### Titel
- 1996: Coupe de la Ligue mit dem FC Metz
- 1997: Europapokal der Pokalsieger mit Paris Saint-Germain
- 2004: Luxemburgischer Meister mit Jeunesse Esch